# Solariella bathyantarctica
Solariella bathyantarctica is een slakkensoort uit de familie van de Solariellidae. De wetenschappelijke naam van de soort is voor het eerst geldig gepubliceerd in 1996 door Numanami.